# Muztagata
Muztagata (chiń. upr. 慕士塔格山; pinyin Mùshìtǎgé Shān; ujg. مۇز تاغ ئاتا, Muztagh Ata, dosł. „ojciec lodowych gór”) – szczyt o wysokości 7546 m n.p.m. położony w zachodnich Chinach w Górach Kaszgarskich w Pamirze (czasami zaliczany do Kunlunu). Należy do 50 najwyższych gór na Ziemi (43. miejsce).
Pierwszą poważną próbę zdobycia szczytu podjął w 1894 roku szwedzki podróżnik Sven Hedin, jednak zmuszony był zawrócić z wysokości ok. 6300 m n.p.m. z powodu choroby wysokościowej. Kolejne próby zdobycia góry miały miejsce w 1900, 1904 i 1947 roku. Ostatnia z nich, w której uczestniczyli m.in. Eric Shipton i Bill Tilman, musiała zawrócić spod samego szczytu na skutek zimna i głębokiego śniegu. Ostatecznie pierwszego wejścia na szczyt dokonali Jewgienij A. Bielecki, Witalij Abałakow i Qu Yinhua 6 kwietnia 1956 roku.